# زیودا قابلوا
زیودا قابلوا (به ازبکی: Ziyoda Qobilova) خواننده و بازیگر مشهور اهل ازبکستان است. او که بیشتر با نام هنری "زیودا" شناخته می‌شود، به واسطهٔ اجراهای منحصربه‌فرد خود در موسیقی پاپ و موسیقی سنتی ازبکی به شهرت رسیده است. 

## اوایل زندگی
زیودا قابلوا در ۷ ژانویه ۱۹۸۹ در تاشکند، پایتخت ازبکستان، متولد شد. او از کودکی علاقه زیادی به موسیقی داشت و استعداد خود را از همان دوران کودکی نشان داد. زیودا در خانواده‌ای هنری پرورش یافت و این موضوع به رشد خلاقیت و علاقه‌اش به هنر کمک شایانی کرد. تحصیلات ابتدایی خود را در تاشکند گذراند و در دوران نوجوانی به هنرستان موسیقی وارد شد، جایی که آموزش‌های رسمی موسیقی را دریافت کرد.

## حرفه موسیقی
زیودا در سال ۲۰۰۴ با انتشار اولین آهنگ خود وارد دنیای موسیقی شد. او با ترکیب موسیقی سنتی ازبکی با عناصر مدرن موسیقی پاپ، سبک منحصربه‌فردی را ایجاد کرد که توجه بسیاری را به خود جلب کرد. اولین آلبوم او که در سال ۲۰۰۵ منتشر شد، موفقیت بزرگی به همراه داشت و باعث شد زیودا به سرعت به یکی از چهره‌های محبوب موسیقی ازبکستان تبدیل شود.
او در طول دوران حرفه‌ای خود با آهنگ‌های پرطرفدار و کنسرت‌های موفق، جایگاه ویژه‌ای در صنعت موسیقی آسیای مرکزی پیدا کرده است. زیودا همچنین برای بازآفرینی آهنگ‌های مشهور هنرمندان بین‌المللی و بومی کردن آن‌ها در قالب موسیقی ازبکی شناخته شده است.

## بازیگری
زیودا علاوه بر موسیقی، در عرصه بازیگری نیز فعالیت داشته و در چندین فیلم و سریال ازبکی ایفای نقش کرده است. حضور او در سینما و تلویزیون، محبوبیت او را در میان عموم مردم ازبکستان دوچندان کرده است.

## سبک و تأثیرگذاری
سبک زیودا ترکیبی از موسیقی پاپ مدرن و موسیقی فولکلور ازبکستان است. او از ابزارهای موسیقی سنتی در کنار ملودی‌های مدرن استفاده می‌کند که به او هویتی منحصربه‌فرد در موسیقی بخشیده است. زیودا توانسته است با موسیقی خود نه تنها مخاطبان داخلی، بلکه علاقه‌مندانی از دیگر کشورهای آسیای مرکزی، خاورمیانه و حتی کشورهای غربی جذب کند.

## افتخارات و دستاوردها
زیودا قابلوا تاکنون جوایز و افتخارات متعددی را در عرصه موسیقی به دست آورده است. او بارها در جشنواره‌های موسیقی محلی و بین‌المللی شرکت کرده و برای اجراهای خود تقدیر شده است. برخی از افتخارات او عبارتند از:
- جایزه بهترین خواننده زن ازبکستان (چندین سال پیاپی)
- حضور در فهرست تأثیرگذارترین هنرمندان آسیای مرکزی
- برگزاری کنسرت‌های بزرگ در کشورهای مختلف

## آثار مشهور
برخی از مشهورترین آهنگ‌های زیودا عبارتند از:
"Sevgi O'yinlari"
"Yurak"
"Kelgin"
"Dooset Daram"